# Peter Hirt
Peter Hirt (n. 30 martie 1910 - d. 28 iunie 1992) a fost un pilot elvețian de Formula 1 care a evoluat în Campionatul Mondial între anii 1951 și 1953.